# Аминдеон (дим)
Ами́ндеон (греч. Δήμος Αμυνταίου) — община (дим) в Греции. Входит в периферийную единицу Флорина в периферии Западная Македония. Население 16 973 человека по переписи 2011 года. Площадь общины 590,18 квадратного километра. Плотность 28,8 человека на квадратный километр. Административный центр — Аминдеон, исторический центр — Нимфеон. Димархом на местных выборах в 2019 году избран Антимос Битакис (Άνθιμος Μπιτάκης).
Создана в 1946 году (ΦΕΚ 290Α), в 2010 году (ΦΕΚ 87Α) по программе «Калликратис» к общине присоединены упразднённые общины Аэтос и Филотас, а также сообщества Варикон, Леховон, Нимфеон.